# 15278 Pâquet
15278 Pâquet là một tiểu hành tinh vành đai chính với chu kỳ quỹ đạo là 2904.9573016 ngày (7.95 năm).
Nó được phát hiện ngày 6 tháng 8 năm 1991.